# Bachteretz-Rüstung
Die Bachteretz-Rüstung ist eine Schutzwaffe aus Russland.

## Beschreibung
Die Bachteretz-Rüstung besteht aus Stahl, sie ist eine Mischung aus Ketten- und Lamellenrüstung. Die Rüstung ist etwa knielang und bedeckt auch die Arme bis kurz unterhalb der Ellenbogen. Der Halsausschnitt ist auf der Vorderseite geschlitzt, um das Anziehen des Kettenhemdes zu erleichtern. In Höhe der Brust sind kleine Lamellen aus Stahl eingearbeitet, die einander überlappen. Diese Lamellen schützen die Brust, den Rücken und den Unterbauch. Zum Kettenhemd wird eine Kettenhaube getragen, diese läuft weit auf die Schultern herunter. Diese Rüstungsart wurde in Russland benutzt und ähnelt sehr stark indischen und persischen Kettenrüstungen.